# James Twining
James Twining (* 13. Dezember 1972 in London) ist ein englischer Schriftsteller.

## Leben
James Twining wuchs seit seinem vierten Lebensjahr in Paris auf und verblieb dort bis zu seinem elften Lebensjahr. 1983 kehrte er in das Vereinigte Königreich zurück um in London seine Schulzeit zu absolvieren. Im Anschluss daran studierte er am Christ Church College in Oxford u. a. französische Literatur, welches er mit einem Prädikatsexamen abschließen konnte. 
Dem Abschluss folgten verschiedene Jobs. Vor seiner Karriere als Schriftsteller arbeitete er als Investment-Banker in der Londoner Filiale der UBS-Bank und gründete später zusammen mit einem Kommilitonen sein eigenes Unternehmen, das er 2002 gewinnbringend verkaufte. Aufgrund dessen wurde er von einem Magazin zu einem der „Best of Young British Entrepreneurs“ ausgezeichnet. Letzten Endes begann er eine Karriere als Schriftsteller mit der Veröffentlichung des Buches The Double Eagle (Deutsche Ausgabe: Der letzte Coup) im Jahr 2005.
Twining ist verheiratet, er hat zwei Töchter und einen Sohn.

## Werke (Auswahl)
Tom-Kirk-Zyklus
- Der Letzte Coup. Thriller („The Double Eagle“). Bastei Lübbe Verlag, Bergisch Gladbach 2007, ISBN 978-3-404-15578-1. 
  - Der letzte Coup. Hörbuch („The double eagle“). Lübbe Audio, Bergisch Gladbach 2007, ISBN 978-3-7857-3215-1 (5 CDs; gelesen von Stephan Benson).
- Die Schwarze Sonne. Thriller („The Black Sun“). Bastei Lübbe Verlag, Bergisch Gladbach 2008, ISBN 978-3-404-15832-4. 
  - Die schwarze Sonne. Hörbuch („The black sun“). Lübbe Audio, Bergisch Gladbach 2008, ISBN 978-3-7857-3443-8 (6 CDs; gelesen von Stephan Benson).
- Das Geheime Siegel. Thriller („The Gilded Seal“). Bastei Lübbe Verlag, Bergisch Gladbach 2009, ISBN 978-3-404-15941-3. 
  - Das geheime Siegel. Hörbuch („The gilded seal“). Lübbe Audio, Bergisch Gladbach 2008, ISBN 978-3-7857-3718-7 (6 CDs; gelesen von Stephan Benson).
- Die Elfenbeinmaske. Thriller („The Geneva Deception“). Bastei Lübbe Verlag, Bergisch Gladbach 2010, ISBN 978-3-404-16367-0.